# Logische conjunctie

Venndiagram van de conjunctie
waar

De logische conjunctie is in de booleaanse algebra een bewerking die twee proposities met elkaar verbindt, zodanig dat de conjunctie van beide waar is als beide operanden waar zijn. Er worden in de wiskunde voor de conjunctie verschillende symbolen gebruikt: {\displaystyle \land }, &, &&, EN of AND

## Definitie
De conjunctie vormt een samengestelde propositie {\displaystyle A\land B} uit twee proposities {\displaystyle A} en {\displaystyle B}. Het geheel is dan en slechts dan waar als de beide samenstellende delen waar zijn, wat in de volgende waarheidstabel wordt aangegeven:
| {\displaystyle A} | {\displaystyle B} |  | {\displaystyle A\land B} |
| ----------------- | ----------------- |  | ------------------------ |
| T                 | T                 |  | T                        |
| T                 | F                 |  | F                        |
| F                 | T                 |  | F                        |
| F                 | F                 |  | F                        |
Intuïtief gezien werkt de logische operator op dezelfde manier als het Nederlandse voegwoord 'en'. De zin Het regent 'en' ik ben binnen verzekert je dat de beide delen tegelijkertijd waar zijn: zowel dat het regent, als dat ik binnen ben. Logisch gezien zou men dit voorstellen door de bewering {\displaystyle A} te gebruiken voor Het regent, {\displaystyle B} voor Ik ben binnen, dus samen {\displaystyle A} EN {\displaystyle B}.
Beschouw bijvoorbeeld
{\displaystyle x>13\land x<27}
Als {\displaystyle x} gelijk is aan 36, dan is {\displaystyle x>13} waar, maar {\displaystyle x<27} is onwaar. De bewering is dus onwaar. Maar als {\displaystyle x=20}, zijn beide delen van de bewering waar, dus is de hele conjunctie waar.
De uitbreiding van de conjunctie voor een eventueel oneindige verzameling van beweringen is de universele kwantificatie uit de predicatenlogica.
Als deductieregel is conjunctie een geldige, eenvoudige bewijsvorm:
{\displaystyle A}
{\displaystyle B}
{\displaystyle \vdash A\land B}
Het bewijs heeft twee premissen. De eerste is het linkerlid, de tweede het rechterlid. Uit deze twee premissen volgt de conjunctie {\displaystyle A\land B}. Een voorbeeld hiervan:
Iedereen zou moeten stemmen.
Democratie is de beste regeringsvorm.
Dus, iedereen zou moeten stemmen en democratie is de beste regeringsvorm.

## Associativiteit en commutativiteit
Logische conjunctie is associatief en commutatief. Dat wil zeggen dat {\displaystyle (A\land B)\land C} vanwege de associativiteit logisch equivalent is aan {\displaystyle A\land (B\land C)}, met als gevolg dat de haakjes vaak worden weggelaten en dat {\displaystyle A\land B} vanwege de commutativiteit logisch equivalent is aan {\displaystyle B\land A}.

## Bitsgewijze bewerking
Logische conjunctie wordt in de informatica vaak in bitsgewijze bewerkingen gebruikt. Voorbeelden:
- 0 en 0 = 0
- 0 en 1 = 0
- 1 en 0 = 0
- 1 en 1 = 1

- 1100 en 1010 = 1000

De conjunctie wordt in een geïntegreerde schakeling met een AND-poort gerealiseerd. De operator EN kan worden gebruikt om een bit op 0 te zetten door daar een EN-bewerking met 0 op uit te voeren.

## Websites
- MathWorld. Conjunction.